# 2007년 전주국제영화제
제8회 전주국제영화제는 2007년 4월에 개최된 영화제이다. 메가박스(메인상영관), CGV전주, 프리머스전주, 전주시네마, 아카데미아트홀, 전북대문화관, 고사동에서 개최되었으며 사회자는 이동욱이다.

## 수상 및 후보

### 우석상
- 다른 반쪽 - 잉량 수상

### 우석상 - 특별언급
- 나의 아버지 - 알렉산드로 안젤리니 수상

### JIFF 최고인기상
- 집시 카라반 이야기 - 제스민 델랄 수상

### JJ-Star상
- 허스 - 김정중 수상

### 관객평론가상
- 저수지에서 건진 치타 - 양해훈 수상

### CGV 한국장편영화 개봉 지원상
- 저수지에서 건진 치타 - 양해훈 수상

### KT&G상상마당상 - 최우수작품상
- 성북항 - 신민재 수상

### KT&G상상마당상 - 감독상
- 승아 - 김나영 수상

### KT&G상상마당상 - 심사위원 특별상
- 피는 멈추지 않는다 - 김승현 수상

### KT&G 상상마당 - 감독 특별언급
- 유년기의 끝 - 김재원 수상
- 십분간 휴식 - 이성태 수상

### 넷팩(아시아영화진흥기구)상
- 폭염 - 브릴얀테 멘도사 수상

### 디지털 삼인삼색
- 베스터보르크 수용소 - 하룬 파로키
- 토끼 사냥꾼들 - 페드로 코스타

### 숏!숏!숏!
- 기다린다 - 김종관
- 너의 의미 - 손원평
- 미필적 고의 - 함경록

### 카르트 블랑슈
- 기젤라 - 이사벨 스테버
- 당나귀 발타자르 - 로베르 브레송
- 마더 - 스와 노부히로

### 월드 시네마스케이프
- 대단한 젊음 - 페드로 코스타
- 악몽의 섬 - 가이 매딘
- 다시 만개한 꽃 - 페드로 코스타 - 오젤리앙 제르보
- 귀뚜라미 - 아오야마 신지
- 동 - 지아장커
- 스틸 라이프 - 지아장커
- 고인돌 가족 - 시리즈 - 톈좡좡
- 그라디바 - 알렝 로베-그리렛
- 유폐자 테러리스트 - 아다치 마사오
- 마음 - 알랭 레네
- 주 의회 - 프레더릭 와이즈먼
- 다치구이시열전 - 오시이 마모루
- 가까이서 본 기차 - 이르지 멘젤
- 줄 위의 종달새 - 이르지 멘젤
- 거지의 오페라 - 이르지 멘젤 외 1명
- 유럽 2005년 10월 27일 - 장-마리 스트로브
- 나는 듣고있다! - 줄리오 부르시
- 그들의 이런 만남들 - 인간들... 신들 - 로마노 귀엘피
- 다라트 - 마하멧 살레 하룬
- 혼돈의 땅 - 안드레아 토나치
- 파리에서 - 크리스토프 오노레
- 카닥 - 제시카 호프 우드워스
- 레이디 채털리 - 파스칼 페랑

### 지단, 21세기의 초상
- 더글러스 고든 외 1명
- 아들이 아버지에게 - 다니엘 세르소
- 사드 이야기 - 앙트완 코폴라 외 1명
- 찬가 - 아피찻퐁 위라세타쿤
- 우유 한 통 - 뤽 물레
- 기호들 - 유진 그린
- 거짓말같은 일이라고 해서 일어나지 말란 법은 없다 - 마뇰 드 올리베이라
- 유희 - 게오르그 쒸제벨
- 7월의 여행 - 바엘 누레딘
- 로켓 - 우루퐁 락사사드
- 맹금 - 주앙 니콜라우
- 오프사이드 - 기 나티브
- 스틱 파이터 - 테보호 말라치

### 영화보다 낯선
- 서식 동물 - 아르타바즈드 펠레시안
- 사계 - 아르타바즈드 펠레시안
- 생명 - 아르타바즈드 펠레시안
- 끝 - 아르타바즈드 펠레시안
- 시작 - 아르타바즈드 펠레시안
- 우리 세기 - 아르타바즈드 펠레시안
- 우리 - 아르타바즈드 펠레시안
- 꺼지지 않는 불꽃 - 하룬 파로키
- 두 전쟁 사이에서 - 하룬 파로키
- 파로키에게 배운 것 - 질 갓밀로우
- 이미지 - 하룬 파로키
- 세계 이미지와 전쟁의 비명 - 하룬 파로키
- 혁명의 비디오그램 - 하룬 파로키
- 공장을 떠나는 노동자들 - 하룬 파로키
- 인터뷰 - 하룬 파로키
- 쇼핑 세계의 창조자들 - 하룬 파로키
- 함부르크 강연 - 로뮈알드 카르마카
- 뉴욕 게토 생선시장 - 켄 제이콥스
- 비엔나의 여왕 - 페테르 포가치
- 건/플레이 - 존 프라이스
- [[세빌라 → [∞] 06]] - 올리보 바르비에리
- 마지막 순간 - 레오 까락스
- 20만의 유령들 - 쟝-가브리엘 뻬리오
- 스포츠 앤 디버전 - 이범
- Yoyogi Park - 손광주
- Jongno - 오노 사토시
- Song and Solitude - Nathaniel DORSKY
- Tower Crane - 서원태

### 시네마페스트 영화궁전
- 아르메니아 여행 - 로베르 구에디귀엥
- 칠드런 오브 맨 - 알폰소 쿠아론
- 페더젠 동지 - 한스 페터 몰란트
- 천공의 눈 - 유내해
- 불꽃놀이 - 아쉬가르 파라디
- 신동 - 하기우다 코지
- 헤어리 투스 페어리 - 후안 파블로 부스카리니
- 마이 베스트 프렌드 - 빠트리스 르꽁트
- 마우리시오의 일기 - 마누엘 페레즈 페레데스
- 싱가폴 드리밍 - 엔 엔 우
- 철콘 근크리트 - 마이클 아리아스
- 우리는 승리하리라 - 닐스 아르덴 오플레브
- 홀트레인 - 플로리안 가크
- 마라도나를 찾아서 - 카를로스 소린

### 시네마페스트 불면의 밤
- 신동 - 하기우다 코지
- 닐 영 - 하트 오브 골드 - 조나단 드미
- 포 미니츠 - 크리스 크라우스
- 암컷 소동 - 존 워터스
- 폴리에스터 - 존 워터스
- 자포자기의 삶 - 존 워터스
- 우르세이 야츠라 2 - 오시이 마모루
- 마로코 - 오시이 마모루
- 토킹 헤드 - 오시이 마모루

### 시네마페스트 야외상영
- 너를 잊지 않을 거야 - 하나도 준지
- 라디오 스타 - 이준익
- 묵공 - 장지량
- 미녀는 괴로워 - 김용화
- 최강 로맨스 - 김정우
- 태양의 노래 - 코이즈미 노리히로
- 프레리 홈 컴패니언 - 로버트 알트만

### 시네마스케이프 로컬 시네마 전주
- 연가시 - 최복동
- 낯선 오후 - 윤서현
- 조건반사 - 이병철
- 계화갯벌 여전사전(女戰士傳)2 - 오종환

### HD 영화 특별전
- 경의선 - 박흥식
- 내 사랑 유리에 - 고은기
- 다카포 - 노진수
- 여름이 시키는대로 - 정연원
- 자끌린의 눈물 - 최낙권
- 오프로드 - 한승룡
- 장마 - 고충길
- 태양의 이면 - 윤영호
- 허스 - 김정중

### 인디비젼
- 아리아 - 츠보카와 타쿠시
- Chrigu - 얀 가스만 외 1명
- 라스무센의 일기 - 노먼 콘 외 1명
- 포토시, 여행의 시간 - 론 하빌리오
- 사유재산 - 조아킴 라포스
- 리프라이즈 - 요아킴 트리에
- 슈뢰더의 멋진 세계 - 미카엘 쇼르

### 참 아름다운 세상
- 파우지 벤사이디
- Una Ballata Bianca - 스테파노 오도아르디
- 사랑의 시선 - 우에오카 요시하루

### 한국영화의 흐름
- 굿바이데이 - 유상욱
- 대일 프로젝트 - 김계중
- 장마 - 고충길
- 태양의 이면 - 윤영호
- 파산의 기술 - 이강현
- 오프로드 - 한승룡

### 한국영화: 쇼케이스
- 바람 피기 좋은 날 - 장문일
- 오래된 정원 - 임상수
- 올드 미스 다이어리 - 극장판 - 김석윤
- 천년여우 여우비 - 이성강
- 싸이보그지만 괜찮아 - 박찬욱

### 한국단편의 선택: 비평가주간
- 자전거 도둑 - 이걸기
- 봉수 - 조규장
- 친애하는 로제타 - 양해훈
- 스태리 나잇 - 박근표
- 코스믹 댄서 - 전현구
- 소양강 처녀 - 서원태
- 강변북로 - 유성엽
- 자야한다 - 김주리
- 모놀로그 #1 - 김종관
- 프랑스 중위의 여자 - 백승빈
- 유년기의 끝 - 김재원
- 세상의 끝 - 남궁선
- 궁금해요 그대 팬티 - 이진우
- 비몽 - 조가현
- 락큰롤에 있어 중요한 것 세가 - 정병길

### 한국단편애니메이션
- 해피 버스데이 - 오진욱
- 설탕 둘 프림 하나 가래 한 덩이 - 서동해
- 페인트 풋 - 박진옥 외 3명
- 옐로우 먼데이 - 배정민 외 2명
- 초크 - 최항용
- 토이 아티스트 - 장욱상
- 컨택트 2 - 임아론
- 그들의 바다 - 김운기
- 불휘 - 류지나

### 특별상영
- 모놀로그 #1 - 김종관

### 전주소니마주
- 감독 존 포드 - 피터 보그다노비치
- 스트레이트 슈팅 - 존 포드

### 마스터 클래스
- 꿈의 미로 - 이시이 가쿠류
- 타짜 - 최동훈
- 황후花 - 장이머우

### 스페셜 포커스 - 특별전
- 메마른 여름 - 메틴 에륵산 외 1명
- 희망 - 일마즈 귀니
- The Bride - [[�mer l�tfi AKAD]]
- 양떼 - 제키 왹텐
- 마더랜드 호텔 - 외메르 카부르
- 순수 - 제키 데미르쿠부즈
- 작은 마을 - 누리 빌게 제일란
- 태양으로의 여행 - 예심 우스타오글루
- 경의선 - 박흥식
- 내 사랑 유리에 - 고은기
- 하늘을 걷는 소년 - 노진수
- 신부(영어판) - 뤼트피 아카드
- 여름이 시키는대로 - 정연원
- 오프 로드 - 한승룡
- 저녁의 게임 - 최위안
- 장마 - 고충길
- 태양의 이면 - 윤영호
- 허스 - 김정중

### 스페셜 포커스 - 회고전
- 코뮌 - 피터 왓킨스
- 워 게임 - 피터 왓킨스
- 컬로든 전투 - 피터 왓킨스
- 프리빌리지 - 피터 왓킨스
- 글래디에이터 - 피터 왓킨스
- 퍼니시먼트 파크 - 피터 왓킨스
- 에드바르트 뭉크 - 피터 왓킨스
- 어둠의 땅 - 피터 왓킨스
- 자유로운 영혼 - 피터 왓킨스
- 런던에서 온 사나이 - 벨라 타르
- 베크마이스터 하모니즈 - 벨라 타르
- 야생마 크랭블랑 - 알베르 라모리스